# Bennedict Mathurin
Bennedict Richard Felder Mathurin (ur. 19 czerwca 2002 w Montreal) – kanadyjski koszykarz, występujący na pozycjach rzucającego obrońcy lub niskiego skrzydłowego, obecnie zawodnik Indiana Pacers.

## Osiągnięcia
Stan na 18 lutego 2024, na podstawie, o ile nie zaznaczono inaczej.
NCAA
- Uczestnik rozgrywek Sweet 16 turnieju NCAA (2022)
- Mistrz:
  - turnieju konferencji Pac-12 (2022)
  - sezonu zasadniczego Pac-12 (2022)
- Koszykarz roku Pac-12 (2022)[4]
- Most Outstanding Player (MOP=MVP) turnieju Pac-12 (2022)
- Zaliczony do:
  - I składu:
    - Pac-12 (2022)
    - turnieju Pac-12 (2022)
    - najlepszych pierwszorocznych zawodników Pac-12 (2022)

  - II składu All-American (2022)[5]
- Zawodnik tygodnia:
  - NCAA (według USBWA – 12.12.2021)
  - Pac-12 (6.12.2021, 13.12.2021, 21.02.2022)
- Najlepszy pierwszoroczny zawodnik tygodnia Pac-12 (4.01.2021)

NBA
- Debiutant miesiąca NBA (listopad 2022)[6]
- Zaliczony do:
  - I składu debiutantów NBA (2023)[7]
  - II składu letniej ligi NBA (2022 – NBA 2k23 Summer League)[8]
- Zwycięzca:
  - turnieju drużynowego Jordan/Panini Rising Stars (2023, 2024)[9][10]
  - konkursu KIA Skills Challenge (2024)[11]

Reprezentacja
- Brązowy medalista mistrzostw świata U–19 (2021)[12]